# À travers les Hauts-de-France
À travers les Hauts de France est une course cycliste française née en 2010 des cendres de l'ancien Paris-Arras disputé en une journée et dont la dernière édition remonte à 1959. D'abord renommée « Paris-Arras Tour » en 2010, la course se nomme en 2017 d'après le nom de la nouvelle région administrative où se déroule la course « À travers les Hauts de France – Trophée Paris Arras Tour ». En 2019, elle prend le nom de À travers les Hauts de France.
En 2013, elle intègre l'UCI Europe Tour en catégorie 2.2.
L'édition 2020 est annulée en raison de la pandémie de maladie à coronavirus.
En 2022, la course prend un important virage et devient à la fois une course d'un jour et une épreuve féminine en catégorie 1.2. La première lauréate est la néerlandaise Mischa Bredewold. L'année suivante, Valentine Fortin lui succède.

## Palmarès

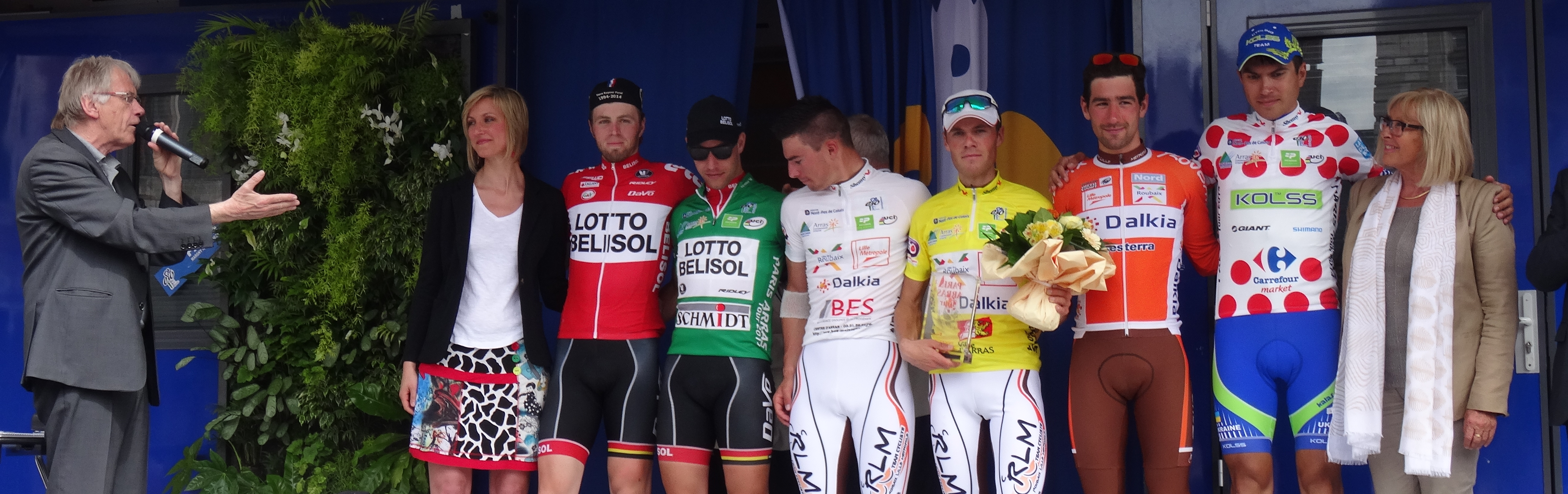
Daniel Mangeas avec les gagnants de l'édition 2014 : Daniel McLay, Jef Van Meirhaeghe, Rudy Barbier, Maxime Vantomme, Julien Duval et Oleksandr Polivoda.

| Année                                                  | Vainqueur,          | Deuxième           | Troisième           |
| ------------------------------------------------------ | ------------------- | ------------------ | ------------------- |
| Paris-Arras                                            |                     |                    |                     |
| 1923                                                   | Jean Hillarion      | Achille Vermandel  | Omer Huyse          |
| 1924                                                   | Gaston Debaets      | Fernand Moulet     | Marcel Bidot        |
| 1925                                                   | Charles Pelissier   | Jérôme Declercq    | Odiel Tailleu       |
| 1926                                                   | Joseph Demuysere    | Joseph Van Daele   | Maurice Philippe    |
| 1927                                                   | Jérôme Declercq     | Marc Bocher        | Joseph Mauclair     |
| 1928                                                   | Pas de course       | Pas de course      | Pas de course       |
| 1929                                                   | Joseph Vanderhaegen | Rémy Verschaetse   | Émile Decroix       |
| 1930                                                   | Pas de course       | Pas de course      | Pas de course       |
| 1931                                                   | Georges Speicher    | Ch. Candelier      | M. Brun             |
| 1932                                                   | Maurice Kraus       | Philippe Bono      | Constant Camus      |
| 1933                                                   | Lucien Weiss        | Raymond Horner     | Amédée Fournier     |
| 1934                                                   | Lucien Lauk         | François Blin      | Léon Cointe         |
| 1935                                                   | Georges Christiaens | André Vanderdonckt | Alfons Ghesquière   |
| 1936                                                   | Noël Declercq       | Albert Rosseel     | Octaaf Verbeke      |
| 1937                                                   | Marcel Van Houtte   | Albert Beckaert    | Jérôme Dufromont    |
| 1938-1944                                              | Pas de course       | Pas de course      | Pas de course       |
| 1945                                                   | Louis Déprez        | César Marcelak     | André Denhez        |
| 1946                                                   | César Marcelak      | Jérôme Dufromont   | Jean Polazek        |
| 1947                                                   | René Lauk           | André De Dyn       | Joseph Fiat         |
| 1948                                                   | Raoul Moronval      | Galliano Pividori  | I. Sala             |
| 1949                                                   | Elie Marsy          | Étienne Tahon      | H. Mairesse         |
| 1950                                                   | Aimé Vandomme       | Alain Léocat       | F. De Vallée        |
| 1951                                                   | Jean Thaurin        | Alain Léocat       | Henri Sitek         |
| 1952                                                   | Alain Léocat        | Albert Platel      | O. Venturella       |
| 1953                                                   | Ernest Ménage       | Blaise Bertolotti  | Camille Huyghe      |
| 1954                                                   | Blaise Bertolotti   | Ernest Ménage      | Pierre Devise       |
| 1955                                                   | Roland Blin         | Erio Plassa        | Pierre Malhaize     |
| 1956                                                   | Gilbert Dourdin     | Maurice Moucheraud | Louis Déprez        |
| 1957                                                   | Edouard Klabinski   | Kamiel Lamote      | Louis Déprez        |
| 1958                                                   | Philippe Gaudrillet | Roland Blin        | Roger Quévat        |
| 1959                                                   | Pierre Devise       | Raymond Reaux      | Gérard Pype         |
| 1960-2009                                              | Pas de course       | Pas de course      | Pas de course       |
| Paris-Arras Tour                                       |                     |                    |                     |
| 2010                                                   | Rudy Lesschaeve     | Alban Cormier      | Romain Delalot      |
| 2011                                                   | Romain Delalot      | Alex Defretin      | Arnaud Démare       |
| 2012                                                   | Benoît Daeninck     | Joseph Lewis       | Alexis Gougeard     |
| 2013                                                   | Joey Rosskopf       | Julien Duval       | Giorgio Brambilla   |
| 2014                                                   | Maxime Vantomme     | Rudy Barbier       | Julien Duval        |
| 2015                                                   | Joeri Calleeuw      | Gaëtan Bille       | Olivier Pardini     |
| 2016                                                   | Aidis Kruopis       | Rémi Cavagna       | Alexander Edmondson |
| À travers les Hauts de France-Trophée Paris Arras Tour |                     |                    |                     |
| 2017                                                   | Jordan Levasseur    | Joeri Stallaert    | Yann Guyot          |
| 2018                                                   | Stephan Rabitsch    | Josef Černý        | Jannik Steimle      |
| À travers les Hauts de France                          |                     |                    |                     |
| 2019                                                   | Ethan Hayter        | Matthew Walls      | Fred Wright         |
| 2020                                                   | annulé/abandonné    | annulé/abandonné   | annulé/abandonné    |
| 2021                                                   | Jason Tesson        | Campbell Stewart   | Marijn van den Berg |